# Sanctuaire d'Ise
Pour les articles homonymes, voir Ise.

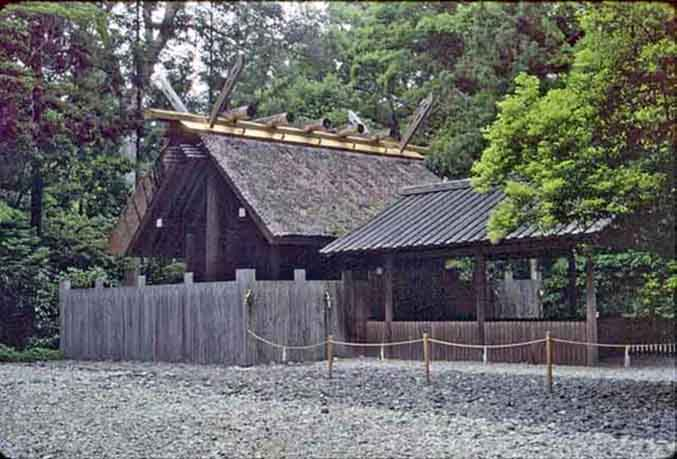
Le sanctuaire betsugū du gekū.

Le sanctuaire d'Ise (伊勢神宮, Ise-jingū), aussi connu comme le grand sanctuaire d'Ise (伊勢大神宮, Ise-daijingū), est le sanctuaire shinto le plus important du Japon, considéré comme le lieu le plus sacré de cette religion.

## Situation et description
Le sanctuaire d'Ise se situe dans la ville d'Ise, au centre de la préfecture de Mie au Japon. Le lieu dans lequel se trouve le sanctuaire forme une partie du parc national d'Ise-Shima, qui inclut aussi d'autres lieux sacrés et historiques, comme Meoto Iwa et le Saikū, résidence impériale durant l'époque de Heian (794-1185).
Le sanctuaire est en réalité un ensemble complexe composé de plus d'une centaine de petits bâtiments ; il se compose de deux sites principaux : le sanctuaire « intérieur » et le sanctuaire « extérieur ». Le premier, dédié à la déesse solaire Amaterasu, est officiellement nommé Kōtai-jingū et situé dans le quartier Ujitachi (parfois simplement appelé Uji) ; le second, dédié à une déesse de la nourriture Toyouke, est officiellement nommé Toyouke daijingū et situé dans le quartier Toyokawa. Quatre kilomètres séparent les deux sanctuaires.

## Histoire
Les sanctuaires sont mentionnés dans les annales du Kojiki et du Nihon shoki (datant, respectivement, de 712 et 720). D'après cette chronologie officielle, les sanctuaires ont été construits aux alentours de l'an -4 par Yamatohime-no-mikoto, fille de Suinin, mais il est probable que la plupart aient été construits des siècles plus tard, plutôt vers 690.
Réputé pour avoir abrité le miroir sacré de l'empereur du Japon, le sanctuaire est probablement l'un des lieux les plus sacrés du shintoïsme. L'accès aux lieux est réglementé, le public ne peut visiter qu'une partie des sanctuaires.
Le sanctuaire est reconstruit à son image tous les vingt ans, permettant ainsi un gage de pureté — les bâtiments actuels, qui datent de 2013, sont les 62e à avoir été construits. Les traditions et les consignes de reconstruction, extrêmement précises, sont transmises dans un ensemble de textes datant du Xe siècle. Le bois récupéré est envoyé dans tout le pays pour renforcer des édifices religieux, ou encore vendu à des pèlerins. La cérémonie est appelée shikinen-sengū (式年遷宮).
Tous les ans se déroulent les fêtes traditionnelles de Kanname et Niiname, respectivement du 15 au 25 octobre et du 23 au 29 novembre.

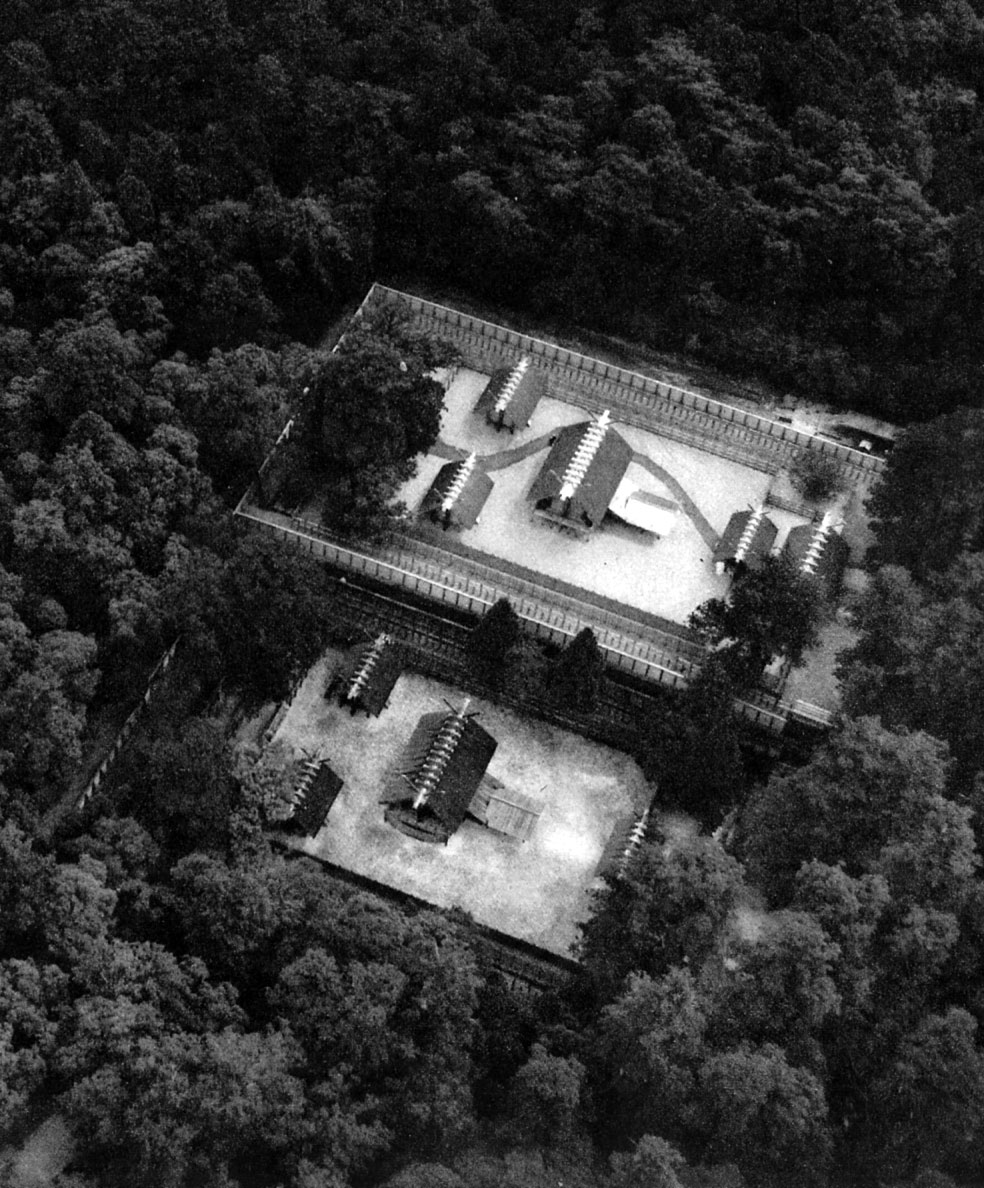
Construction du nouveau sanctuaire naikū à côté de l'ancien (1953).

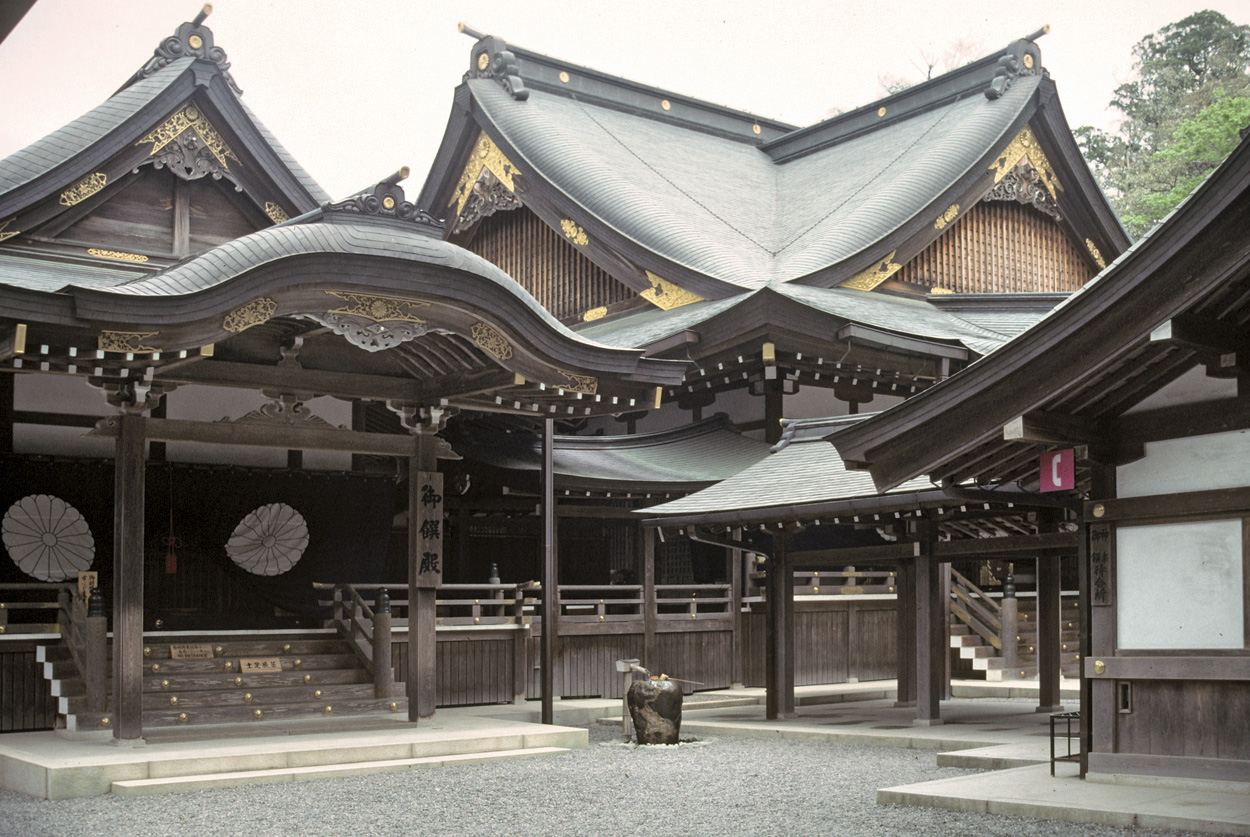
Kagura-den du naikū.

### Refus du commerce d’artefacts religieux
Depuis l’ère Meiji (1868-1912), le sanctuaire refuse de vendre aux particuliers des objets religieux (par exemple, des ema) afin de démontrer son caractère national, soucieux du bien du pays et non de celui des individus.

## Patrimoine
Le sanctuaire possède onze biens classés au patrimoine culturel du Japon et exposés au musée Jingū attenant. De plus, le sentier d'Ise qui, long d'environ 160 km, relie Ise au sanctuaire Kumano, est inscrit depuis 2004 au patrimoine mondial l'UNESCO, comme élément de l'ensemble des sites sacrés et chemins de pèlerinage dans les monts Kii.

## Notes et références

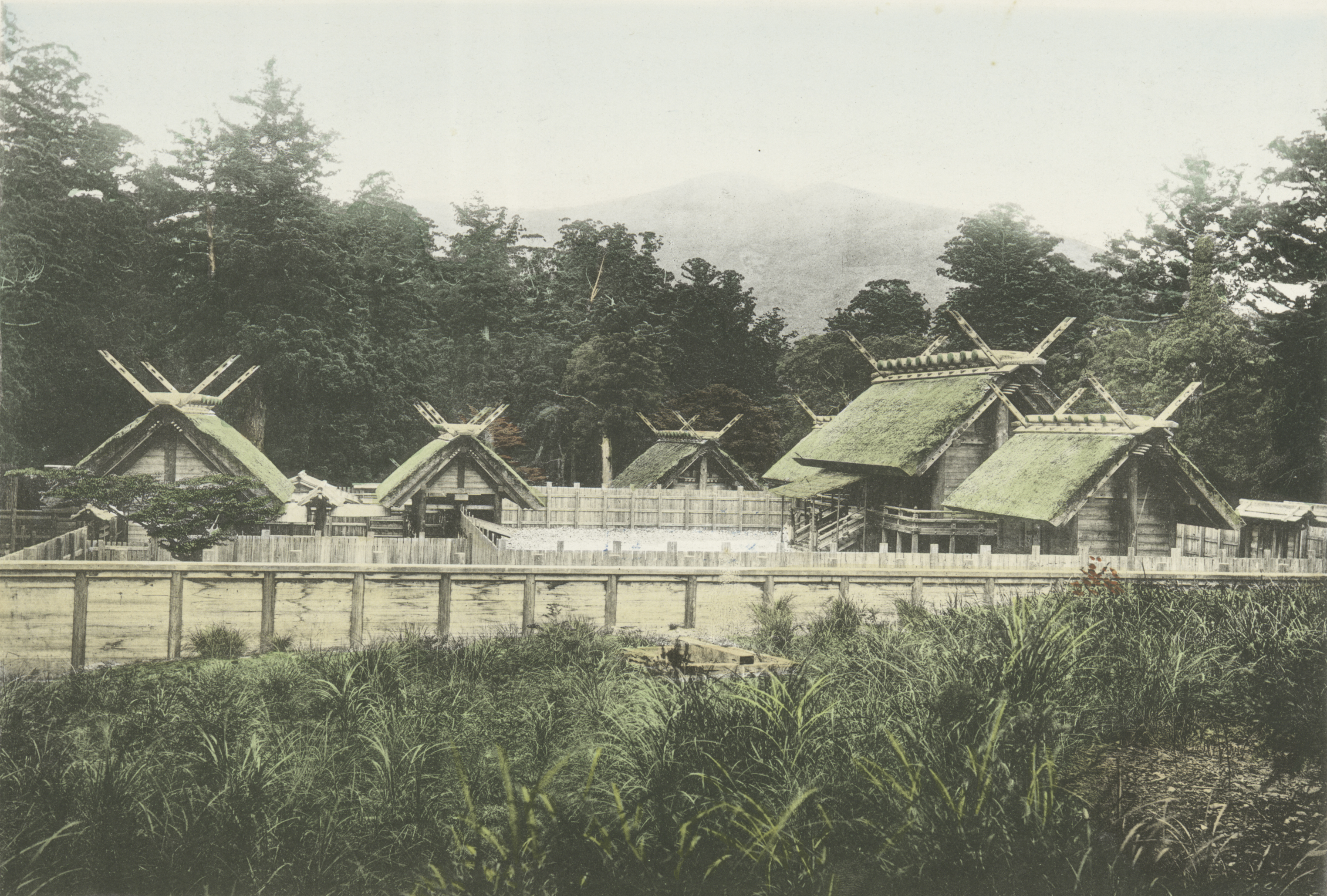
Le sanctuaire en 1910-1919.